# Unison (chanson)
Pour les articles homonymes, voir Unison.
Pistes de Unison
Love By Another Name I Feel Too Much
Unison est la chanson titre de l'album Unison de Céline Dion. Elle a été lancée comme deuxième extrait au Canada le 6 août 1990 et comme quatrième extrait au Japon le 4 novembre 1991.
Il existe 5 versions de la chanson : la première est la version de l'album, les autres sont des titres dance avec ou sans le rap, et les deux dernières sont pour les clubs.
Le vidéoclip, lancé en juillet 1990, est la version dance avec rap. Le clip est réalisé par Frankie Fugde qui n'apparaît pas dans le clip. Il est inclus sur l'album.